# SN 1572
SN 1572 og Tycho supernova er de moderne navne for Tycho Brahes stella nova. SN står for supernova og 1572 er årstallet. Der var tale om en supernova i stjernebilledet Cassiopeia og var en af de få supernovaer, der kunne observeres med det blotte øje.
Tycho Brahe observerede supernovaen, som befinder sig 7.500 lysår fra jorden, den 11. november 1572. På det tidspunkt var den klarere end planeten Venus. I marts 1574 var den ikke længere synlig med det blotte øje. Tycho Brahe beskrev sin opdagelse i bogen De nova stella (1573 – der er en dansk oversættelse af Tycho Brahes egen beskrivelse, se henvisning). Det er således fra denne bog, at betegnelsen en nova for en pludseligt opflammende stjerne stammer.
Det er muligt, at Tycho Brahe rent faktisk ikke var den første til at observere denne supernova. Wolfgang Schuler skulle således have observeret den allerede 6. november 1572, og den italienske astronom Francesco Maurolico observerede den muligvis også før Brahe i det samme år.

## December 2008: Stella nova bekræftes som en type Ia-supernova
Traditionelt er SN 1572 blevet klassificeret som en type Ia-supernova, men det har været baseret på historiske optegnelser og har ikke været muligt at fastslå med sikkerhed uden spektroskopiske informationer. Men i december 2008 offentliggjorde Oliver Krause og hans team fra Max Planck-Instituttet for Astronomi i Tyskland i tidskriftet Nature, at de havde opfanget et optisk spektrum af Tychos supernova med noget nær maksimal klarhed. Det skete ved hjælp af teleskoper ved Calar Alto-Observatoriet i Spanien og ved Mauna Kea-Observatoriet på Hawaii.
Dr. Krause og hans team gennemførte en "obduktion" ved at rette deres teleskoper mod svage lysekkoer af den oprindelige eksplosion. 
En supernovaeksplosion er som en kosmisk blitzpære, der producerer lys, som spredes i alle retninger. Den første direkte lysbølge ramte jorden i 1572 og blev observeret af Brahe, men selv i dag når andre bølger af lys fra den oprindelige eksplosion frem til Jorden indirekte – reflekteret i det "spejl", som interstellare støvpartikler udgør. Disse "lys-ekkoer" gemmer på en art "fossilt aftryk" af den oprindelige supernova. På den måde kan astronomer "rejse tilbage i tiden" for at bevidne ældgamle kosmiske begivenheder. Dr. Krause siger: "En spændende mulighed nu er at bruge andre lys-ekkoer til at skabe et tredimensionalt spektroskopisk billede af eksplosionen". De nye målinger kan også kaste lys over vigtige, men indtil nu uafklarede spørgsmål om, hvordan Ia-supernovaer opstår. Én model går ud på, at en hvid dværgstjerne akkumulerer materiale fra en følgestjerne, indtil dværgstjernen når en kritisk masse, som resulterer i en termonuklear eksplosion. En anden model foreslår, at akkumuleringen sker, når to hvide dværge smelter sammen. 
Det at Tychos supernova ligger så nær Jorden – den ligger i Mælkevejen – gør den til en ideel kandidat for nærmere studier.